# أندي بالمر
أندي بالمر (بالإنجليزية: Andy Palmer)‏ هو كبير الإداريين التنفيذيين ومهندس ورائد أعمال بريطاني، ولد في 30 يونيو 1963 في ستراتفورد في المملكة المتحدة.